# Linfoadenopatia
La linfoadenopatia, in medicina, è l'ingrossamento dei linfonodi di qualsiasi natura. Tale anomalia può essere dovuta o a una crescita improvvisa delle cellule costituenti, oppure a un'invasione da parte di cellule normalmente non presenti. Tra le regioni corporee visitabili dall'esterno, si manifesta soprattutto ai lati del collo, a livello toracico sopra le clavicole e all'inguine.
Quando l'infezione colpisce il canale linfatico l'infezione assume il nome di linfangite; un tempo tale manifestazione veniva chiamata «linfatismo».
La linfoadenopatia può essere benigna, come accade spesso nei bambini, e in tal caso non preoccupa la persona infetta; è denominata benigna secondo lo studio di alcune variabili. Fra esse vi ritroviamo: 
- Variabilità del follicolo: determinazione della dimensione del centro germinativo;
- Assenza di invasione della parte grassa o della capsula;
- Attività mitotica circoscritta al centro germinativo;
- Localizzazione corticale e che vi sia una distribuzione non omogenea dei follicoli.

## Eziologia
Le cause scatenanti possono essere primarie o secondarie: tra le primitive vi sono quelle dovute a una patologia che ha origine nel linfonodo, come nel caso di neoplasie del tessuto linfatico, mentre nelle secondarie la patologia ha origine in contesti diversi dal linfonodo, come nel caso di un ascesso dentario. Un'altra causa è l'infezione da HIV. Fra i vari tipi di sintomatologia che manifestano delle malattie correlate alla linfoadenopatia ritroviamo quelle:
- Immunosoppressive (AIDS)
- Autoimmuni (sarcoidosi)
- Tumorali (forme di leucemia)
- Reattive (forme di tubercolosi)

## Linfoadenomegalia
Quando i linfonodi raggiungono un diametro di almeno 2 cm, l'ingrandimento è considerato francamente patologico e si parla di "linfoadenomegalia". Tale evento è meno frequente rispetto alla comune linfoadenopatia. Analogamente, può essere dovuta a cause benigne (soprattutto infezioni) o maligne (metastasi, linfomi).